# Савченкова, Нина Михайловна
Ни́на Миха́йловна Са́вченкова (род. 11 декабря 1928 года, Бобруйск, Могилёвская область, БССР, СССР) — врач-стоматолог, Заслуженный врач РСФСР, главный стоматолог города Новосибирска, организатор стоматологической службы в городе Новосибирске, депутат Кировского (Ленинского) райсовета народных депутатов и Новосибирского областного Совета народных депутатов, почётный член Всероссийского и Всесоюзного научных обществ стоматологов.

## Биография
Родилась 11 декабря 1928 года в городе Бобруйск, БССР. Отец — Федотов Михаил Николаевич (1903—1996), почётный железнодорожник. Мать — Федотова (Голубович) Варвара Сергеевна (1910—1990). С 1940 года Н. М. Савченкова проживала с родителями в городе Каунас Литовской ССР, с началом войны находилась в эвакуации на Дальнем Востоке. В 1946 году окончила среднюю школу в городе Сковородино Амурской области, после чего работала секретарём отделения Литовской железной дороги в городе Клайпеда Литовской ССР.
С 1947 по 1951 год училась в Московском медицинском стоматологическом институте, под руководством одного из основоположников стоматологии в СССР профессора Александра Ивановича Евдокимова. По окончании института с отличием и присвоением квалификации врача по специальности стоматология Н. М. Савченкова работала преподавателем зубоврачебной школы города Пятигорска в течение 1951-53 годов. После своего переезда в Новосибирск в августе 1953 года была зачислена врачом-стоматологом в штат поликлинического отделения горбольницы № 23.
Вы, наверное, не помните, как тогда велся приём в зубоврачебном кабинете любой поликлиники? Один и тот же врач и удалял зубы, и лечил, принимая и взрослых, и детей, работали специалисты без помощи медсестёр. Конечно, это были те ещё условия: и кабинет врачу-стоматологу выделялся не самый комфортабельный, и оборудование было допотопное. С этим нужно было что-то делать. На профсоюзных собраниях я стала поднимать вопрос о том, что нужно разделить приём на хирургический и лечебный, о необходимости введения в штатное расписание должности медсестры для зубоврачебного кабинета, как это было на всех остальных приёмах.Н. М. Савченкова 
В 1953 году в больнице на базе хирургического отделения было выделено 20 специализированных коек для челюстно-лицевых больных, и Н. М. Савченкова начала перенимать практический опыт новой для себя специализации, совмещая приём в поликлинике и работу в отделении. Сначала присутствуя, а затем ассистируя на операциях опытного челюстно-лицевого хирурга Алисы Исаевны Розенфельд, Н. М. Савченкова получила должность челюстно-лицевого хирурга.
В октябре 1958 года Н. М. Савченковой была поручена задача организации нового поликлинического отделения больницы при заводе им. Ефремова в качестве его заведующей. В том же году в Кировском районе Новосибирска была открыта первая в городе стоматологическая поликлиника, куда Н. М. Савченоква была переведена главным врачом уже в мае 1959 года.

### Главный врач (1959—1989)
14 августа 1957 года Новосибирским горисполкомом было принято решение об организации первой специализированной стоматологической поликлиники в г. Новосибирске на 10 врачебных должностей. Расположенная в небольшом помещении общежития рабочих ТЭЦ-2 (360 м2), стоящем на окраине быстро растущего города, новая поликлиника открыла свои двери в мае 1958 года. Первым главным врачом была назначена Галина Степановна Акишина, врач-стоматолог, выпускница Томского медицинского института, участница Великой Отечественной войны, кавалер ордена Красной Звезды, а с мая 1959 по 1989 год поликлинику возглавляла Н. М. Савченкова.
Поликлиника задумывалась как консультационный, организационно-методический центр стоматологической помощи, но с самого утра каждый день к нам со всего города стекались больные. Длинные очереди выстраивались у регистратуры: пациенты хотели попасть на прием в специализированную поликлинику. Мы старались не отказывать никому, но катастрофически не хватало площадей, врачей, мощности зубопротезной лаборатории.Н. М. Савченкова 
В связи со все возрастающей востребованностью профессиональной стоматологической помощи среди населения района, Н. М. Савченкова занялась реорганизацией учреждения — поликлиника стала пионером в создании специализированных приёмов, кабинетов, отделений и практик. В 1961 году организовано первое отделение — ортопедическое, в 1962 году открыто второе отделение — терапевтическое. В том же году заработало ещё одно отделение — детское, после чего стали создаваться стационарные кабинеты в школах, детских садах, вузах, СПТУ и пионерских лагерях.

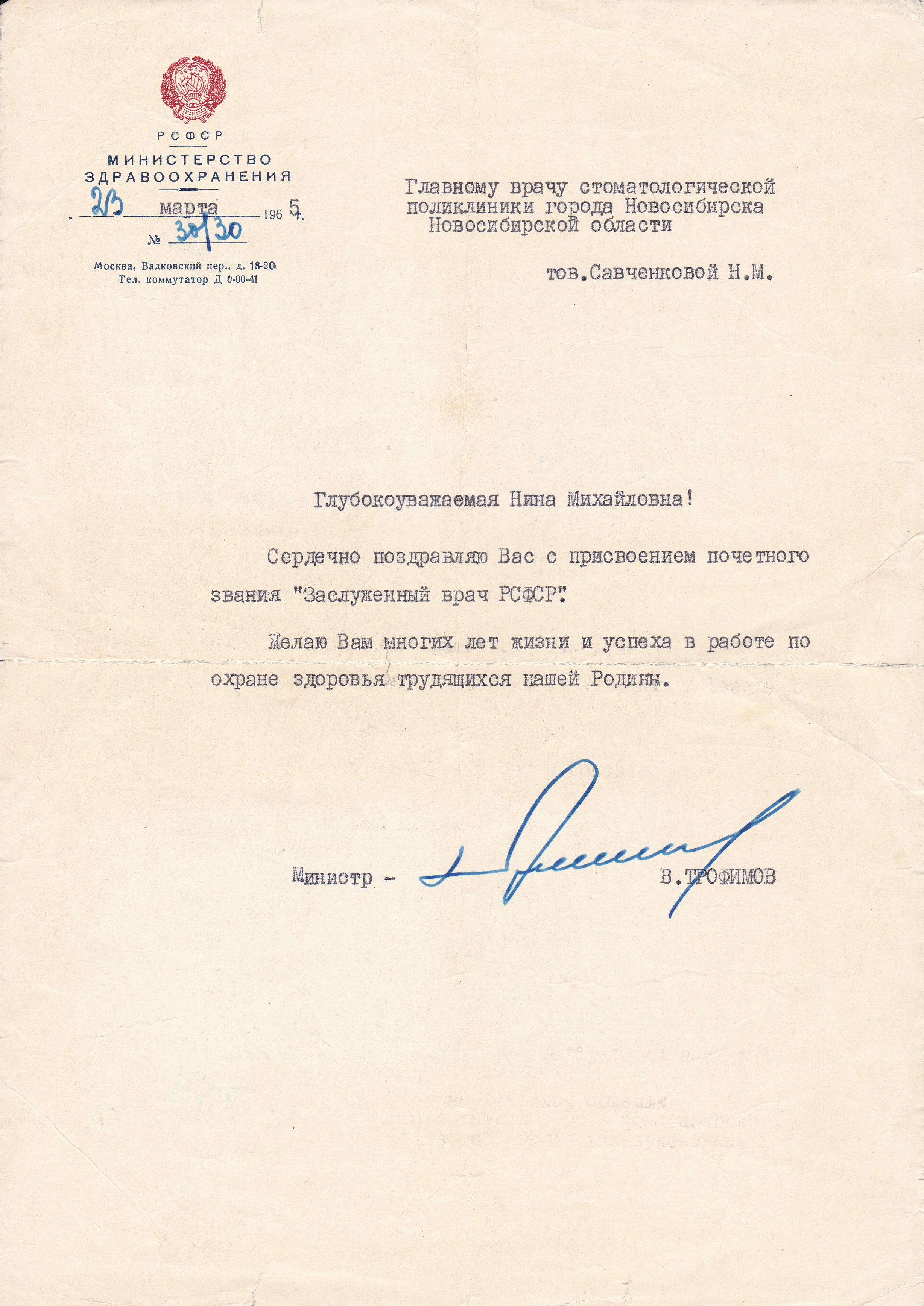
Письмо министра здравоохранения РСФСР В.Трофимова

В 1964 году в Новосибирск была направлена комиссия Министерства здравоохранения РСФСР с целью проверки. Члены комиссии посетили и поликлинику № 1, ходили в школы, наблюдали, как проводят санацию полости рта, какую разъяснительную работу ведут школьные врачи. По результатам проверки Н. М. Савченковой было присвоено почётное звание «Заслуженный врач РСФСР» на первом Всероссийском съезде стоматологов в городе Калинине.
Начиная с 1964 года в поликлинике № 1 впервые в городе начал вестись пародонтологический приём, заработали ортодонтический, а с 1968 года анестезиологический (с использованием общего наркоза при лечении и удалении зубов) кабинеты. В 1972 году открыто первое детское профилактическое отделение. К 1976 году поликлиника расширилась до 96 врачебных должностей и занимала площадь уже более двух тысяч квадратных метров. В тот же год открылось хирургическое отделение, где были объединены врачи-хирурги и пародонтологи, в 1977 году совместно со стационарным отделением городской больницы № 6 был организован Центр реабилитации больных с травмой челюстно-лицевой области в соответствии с рекомендациями советского челюстно-лицевого хирурга, доктора медицинских наук Тамары Моисеевны Лурье.
Продолжением профилактической работы поликлиники стала детская диспансеризация. Велась комплексная работа по методике главного детского стоматолога СССР, профессора Тамары Федоровны Виноградовой, с особым вниманием к правильному питанию (противокариесные диеты в школах и дошкольных учреждениях). Эти вопросы выносились на обсуждение Н. М. Савченковой на комиссиях по здравоохранению райсовета народных депутатов, на совещаниях врачей-педиатров, санитарных врачей и директоров школ. В 1979 году в детском отделении появился первый в городе кабинет гигиены полости рта, а в школах, дошкольных учреждениях, СПТУ — уголки гигиены, что положило начало целенаправленной работе по первичной профилактике кариеса зубов. Особое внимание уделялось первоклассникам, встречам с их родителями, с целью разъяснения необходимости регулярно и правильно чистить зубы.
Под руководством Н. М. Савченковой коллектив поликлиники № 1 неоднократно становился победителем социалистического соревнования, награждался почетными грамотами, а в 1983 году был награждён дипломом ВДНХ.

### Главный стоматолог (1959—1989)
Как главный врач первой в городе стоматологической поликлиники Н. М. Савченкова была назначена главным стоматологом Новосибирска в мае 1959 года, а также председателем (позднее заместителем председателя) областного научно-практического общества стоматологов. На этой общественной должности она проработала до 1989 года.

#### Инфраструктура
Первым шагом на новом посту стала инвентаризация сети стоматологических кабинетов и их оснащения в общих поликлиниках, определение числа врачей и зубных техников, а также уровня их профессиональной подготовки. В результате сравнения качества оказания услуг в таких кабинетах и в уже открытой стоматологической поликлинике № 1 стала очевидным потребность в создании именно специализированных учреждений, где проводится комплексное лечение, выше уровень подготовки врачей и эффективнее профессиональный контроль за работой персонала.
Таким образом, по инициативе Н. М. Савченковой и при поддержке городского отдела здравоохранения стали открываться новые стоматологические поликлиники в разных районах города. Уже к концу 1964 года в Новосибирске система стоматологической помощи включала:
- 3 поликлиники,
- 4 терапевтических и 3 ортопедических отделения,
- 1 хирургический стационар на 40 коек,
- стоматологические кабинеты: в стационарах — 3, в поликлиниках общего профиля — 16, в детских поликлиниках — 10, на здравпунктах — 34, в женских консультациях — 3, в школах — 7, в вузах — 2,
- 4 ортопедических кабинета,
- 7 зубопротезных лабораторий,
- 18 передвижных кабинетов,
- 2 ортодонтических кабинета[11].

В 1970 году была открыта детская стоматологическая поликлиника.
Постановление Правительства СССР № 916 от 05.11.1976 «О мерах по дальнейшему улучшению стоматологической помощи населению СССР» и одноименное постановление Совета министров РСФСР от 24.12.1976 дали новый толчок развитию службы в Новосибирске: было утверждено строительство 7 стоматологических поликлиник и 9 крупных (на 12 и более врачебных должностей) отделений. Так как строительство велось медленно, главному стоматологу Н. М. Савченковой приходилось держать его ход под личным контролем, добиваться сдачи объектов в установленный срок, используя также свои полномочия в качестве председателя постоянной комиссии областного Совета народных депутатов по здравоохранению, соцобеспечению и культуре.
Всего за 30 лет службы Н. М. Савченковой главным стоматологом города были открыты 11 стоматологических поликлиник, в том числе 3 детских, 19 крупных отделений, челюстно-лицевое отделение 6-й городской больницы, сеть кабинетов на предприятиях, в школах, вузах и т. д.

#### Кадры
Быстрое развитие стоматологической службы требовало также поступления новых кадров. Направление в Новосибирск 3-5 выпускников в год из вузов страны не отвечало потребностям лечебных учреждений. В связи с этим по инициативе Н. М. Савченковой уже в 1960 году было открыто зубоврачебное отделение в Медицинском училище № 2 (первый набор — 30 учащихся), куда в качестве преподавателей привлекли практикующих стоматологов. Первыми из них стали: по терапии — Н. М. Савченкова, по хирургии — М. Л. Левина, по ортопедии — Г. Н. Кот.
Чтобы не ждать выпуска первых зубных врачей, которое состоялось в 1963 году, Н. М. Савченковой удалось также добиться открытия 6-месячных курсов специализации фельдшеров в оказании помощи при осмотре, профилактике и лечении стоматологических заболеваний. В 1965 году в Медицинском училище № 2 было открыто 2-годичное зуботехническое отделение.
Для решения вопроса нехватки кадров с высшим медицинским образованием, по предложению Н. М. Савченковой была достигнута договоренность с Московским медицинским стоматологическим институтом, куда в 1970 году на подготовительные курсы было направлено около 80 выпускников школ города Новосибирска. Часть из них не окончила курсы, не прошла выпускные экзамены, в 1975 году успешно закончили институт и вернулись в Новосибирск 15 специалистов.
В 1978 году при содействии Н. М. Савченковой, главного стоматолога СССР профессора И. И. Ермолаева и руководителей Новосибирской области — Ф. С. Горячева и В. А. Филатова — был открыт стоматологический факультет в Новосибирском государственном медицинском институте.
С 1974 по 1986 Н. М. Савченкова была инициатором проведения циклов усовершенствования врачей-стоматологов Новосибирска с привлечением коллективов ведущих кафедр Центрального института усовершенствования врачей, Московского стоматологического института, Киевского института усовершенствования врачей и др. В это же время в Новосибирске прошла Межобластная конференция стоматологов Сибири и Дальнего Востока с участием ведущих ученых страны, а в 1988 году — состоялся последний съезд стоматологов России.
Н. М. Савченкова избиралась делегатом всесоюзных и всероссийских съездов стоматологов с 1962 по 1988 год. В 1965 году была членом правления Всероссийского научного общества стоматологов, неоднократно избиралась членом президиума съездов. В 1987 году на последнем Всесоюзном съезде в Волгограде избрана почётным членом Всесоюзного общества стоматологов, в следующем году на последнем Всероссийском съезде в Новосибирске — почётным членом Всероссийского научного общества стоматологов.

### Народный депутат (1961—1988)
С 1961 по 1975 год Н. М. Савченкова избиралась депутатом Кировского (Ленинского) райсовета народных депутатов, была руководителем депутатской группы, заместителем, затем — председателем Комиссии по здравоохранению. С 1975 по 1988 год — депутат Новосибирского областного Совета народных депутатов, заместитель председателя первых двух созывов, затем председатель Постоянной комиссии по здравоохранению, соцобеспечению, физкультуре трёх последующих созывов.
Комиссия контролировала ход строительства лечебных учреждений Новосибирской области, при активном содействии комиссии и лично Н. М. Савченковой были построены и открыты областная стоматологическая поликлиника, родильный дом в Дзержинском районе города Новосибирска, Коченевская и Болотнинская ЦРБ, дом-интернат для ветеранов труда, областной вычислительный центр по начислению пенсий и другие объекты.

### Совет ветеранов (1998—2010)
С 1998 по 2010 год Н. М. Савченкова занималась общественной деятельностью на посту заместителя (1998—2000), затем — председателя Медицинской комиссии Совета ветеранов Центрального района города Новосибирска. Под руководством Н. М. Савченковой Комиссия контролировала работу лечебных учреждений по диспансеризации и госпитализации ветеранов, добивалась увеличения коечного фонда, курировала аптеки по вопросам снабжения ветеранов льготными лекарственными средствами, организовывала встречи с профильными специалистами: неврологами, гастроинтерологами, психологами и др. По инициативе Комиссии в 2010 году в Новосибирске открылся первый за Уралом геронтологический центр - специализированное отделение для ветеранов на базе 12-й больницы.
В 2002 году под руководством Н. М. Савченковой был создан новый городской Совет ветеранов — работников здравоохранения, председателем которого она являлась до 2007 года. К 2005 году Совет включал в себя 74 первичных организации, открытых в лечебных учреждениях города, и насчитывал 4914 участника. Совет инициировал медицинские обследования ветеранов — бывших работников здравоохранения города, способствовал получению ими доступа к необходим бесплатным медицинским услугам, лечению и оздоровлению. Так, при помощи Совета, в 2004 году около двух тысяч ветеранов прошли льготное зубопротезирование, а за февраль-апрель 2005 года 107 человек прошли лечение в госпитале № 3, 18 — отдохнули в оздоровительном центре «Березовский».
Кроме того, Советом были собраны историческиe материалы для книги «История здравоохранения Новосибирска», экспонаты для профильного музея, а также организованы регулярные встречи ветеранов с учащимися медицинского колледжа и со студентами Новосибирского государственного медицинского института.

## Награды и звания

### Российсикие
- Памятный знак «За труд на благо города» в честь 125-летия со дня основания города Новосибирска (2018)
- Памятный знак «За труд на благо города» в честь 120-летия со дня основания города Новосибирска (2013)
- Памятная медаль «За вклад в развитие Новосибирской области» в честь 75-летия Новосибирской области (2012)
- Юбилейная медаль «65 лет Победы в Великой Отечественной войне 1941—1945 гг.» (2009)
- Памятный знак «За труд на благо города» в честь 115-летия со дня основания города Новосибирска (2008)
- Звание «Женщина года» городского конкурса в номинации «Эстафета памяти» (2005)
- Памятный знак «За труд на благо города» в честь 110-летия со дня основания города Новосибирска (2003)
- Грамоты областного совета депутатов, областной и городской администрации, городского совета ветеранов, и др.

### Советские
- Диплом почетного члена Всероссийского научного общества стоматологов (1988)
- Диплом почетного члена Всесоюзного научного общества стоматологов (1987)
- Персональная пенсия РСФСР (1987)
- Медаль «Ветеран труда» (1985)
- Диплом ВДНХ (1983)
- Орден «Знак Почёта» (1981)
- Победитель социалистического соревнования 1980 года (1981)
- Медаль «В ознаменование 100-летия со дня рождения Владимира Ильича Ленина» (1970)
- Заслуженный врач РСФСР (1965)
- Грамоты областного комитета КПСС, облисполкома, облсовпрофа, областного общества «Знание», областного и городского отделов здравоохранения, и др.